# Yasemin Allen
Pour les articles homonymes, voir Allen.
Yasemin Kay Allen (née le 10 juillet 1989 à Londres) est une actrice anglo-turque.

## Jeunesse
Yasemin Kay Allen est la fille d'un père anglais, Dudley Allen, et d'une actrice et chanteuse anglaise, Sonja Eady. Sa mère est également connue sous le nom de Suna Yıldızoğlu après son premier mariage en 1974 avec l'acteur turc Kayhan Yildizoglu, grâce auquel elle a également obtenu la citoyenneté turque. La nationalité turque adoptée par sa mère signifie qu'elle possède la double nationalité turco-britannique bien qu'elle ne soit pas turque sur le plan ethnique,. Elle déclare être d'origine anglaise à 50% et d'origine australienne à 25%. Sa famille part en Turquie quand elle a trois mois puis elle part pour l'Australie avec sa mère après avoir terminé ses études primaires où elle étudie en tant que boursière à l'Université du Queensland. À dix-huit ans, elle retourne en Turquie où elle étudie les arts du théâtre au Müjdat Gezen Konservatuarı.

## Carrière
En 2013, Yasemin Allen est finaliste du concours L'Oréal. La même année, elle joue le rôle principal dans la série télévisée turque Elif.
En 2010, elle joue le rôle principal d'Elena dans la série Kavak Yelleri et de Juliette dans une autre série télévisée Yerden Yüksek. L'année suivante, elle interprète le personnage de Pelin Akca dans Hayat Devam Ediyor.
En 2013, elle joue à Irmak Tunali dans la série Merhamet. La même année, elle tourne aux côtés du chanteur turque Özcan Deniz dans Su ve Ateş. Elle est aussi Defne Sultan (Fatma Haseki Sultan) dans la série dramatique épique Muhteşem Yüzyıl.

## Filmographie

### Télévision
- 2008 : Elif : Elif Dogan
- 2010 : Kavak Yelleri : Elena
- 2010 : Yerden Yüksek : Juliette
- 2011-2012 : Hayat Devam Ediyor : Pelin
- 2013-2014 : Merhamet : Irmak
- 2014 : Muhteşem Yüzyıl : Defne Sultan
- 2014-2015 : Şeref Meselesi : Sibel
- 2015 : Ulan Istanbul : Sibel
- 2016 : 46 Yok Olan : Selin
- 2017-2018 : Fi : Ece
- 2019-2020 : Strike Back : Katrina Zarkova

### Cinéma
- 2013 : Su ve Ates de Özcan Deniz : Yagmur
- 2016 : Dönerse Senindir de Erol Özlevi : Defne
- 2018 : Dorothy's Theory de Steven Chatterton et Mark Arrigo : la mère de Dorothy

## Prix
| Année | Prix                                | Catégorie                      | Travail  | Résultat   |
| ----- | ----------------------------------- | ------------------------------ | -------- | ---------- |
| 2014  | Prix des médias Internet de l'année | Meilleure star télé de l'année | Merhamet | Lauréat    |
| 2014  | Turquie Elle Style Awards           | Actrice la plus stylée         |          | Nomination |